# Dialetto pantesco
Il dialetto pantesco è una variante diatopica occidentale della lingua siciliana parlata nell'isola di Pantelleria.

## Influenza di altre lingue
Nel corso dei secoli è stato fortemente influenzato dall'arabo, e ancora oggi presenta diverse corrispondenze lessicali con il maltese.
Esempi di parole in pantesco e maltese:
| Pantesco   | Maltese                                      | Italiano                                                    | cfr. Arabo |
| ---------- | -------------------------------------------- | ----------------------------------------------------------- | ---------- |
| cammariàri | xàmmar /ˈʃamːar/ dall'arabo tunisino ciammar | rimboccare le maniche della camicia, o l'orlo dei pantaloni | =          |
| hàma       | hàma                                         | fango                                                       | =          |
| rruncuni   | rokna                                        | angolo (di una stanza)                                      | ركن        |
| mineci     | nèmex /ˈnɛmɛʃ/                               | lentiggini                                                  | نمش        |
| hurrìhi    | ħurrieq                                      | ortica                                                      | هوررايق    |
| vartàsa    | fartasa                                      | (capra) senza corna                                         | فارطاس     |
| hèddi      | heda                                         | bonaccia                                                    | هادئ       |